# Sahura
Sahura (Hor Nebkhau) (... – 2490 a.C.) è stato un faraone appartenente alla V dinastia egizia.

## Biografia

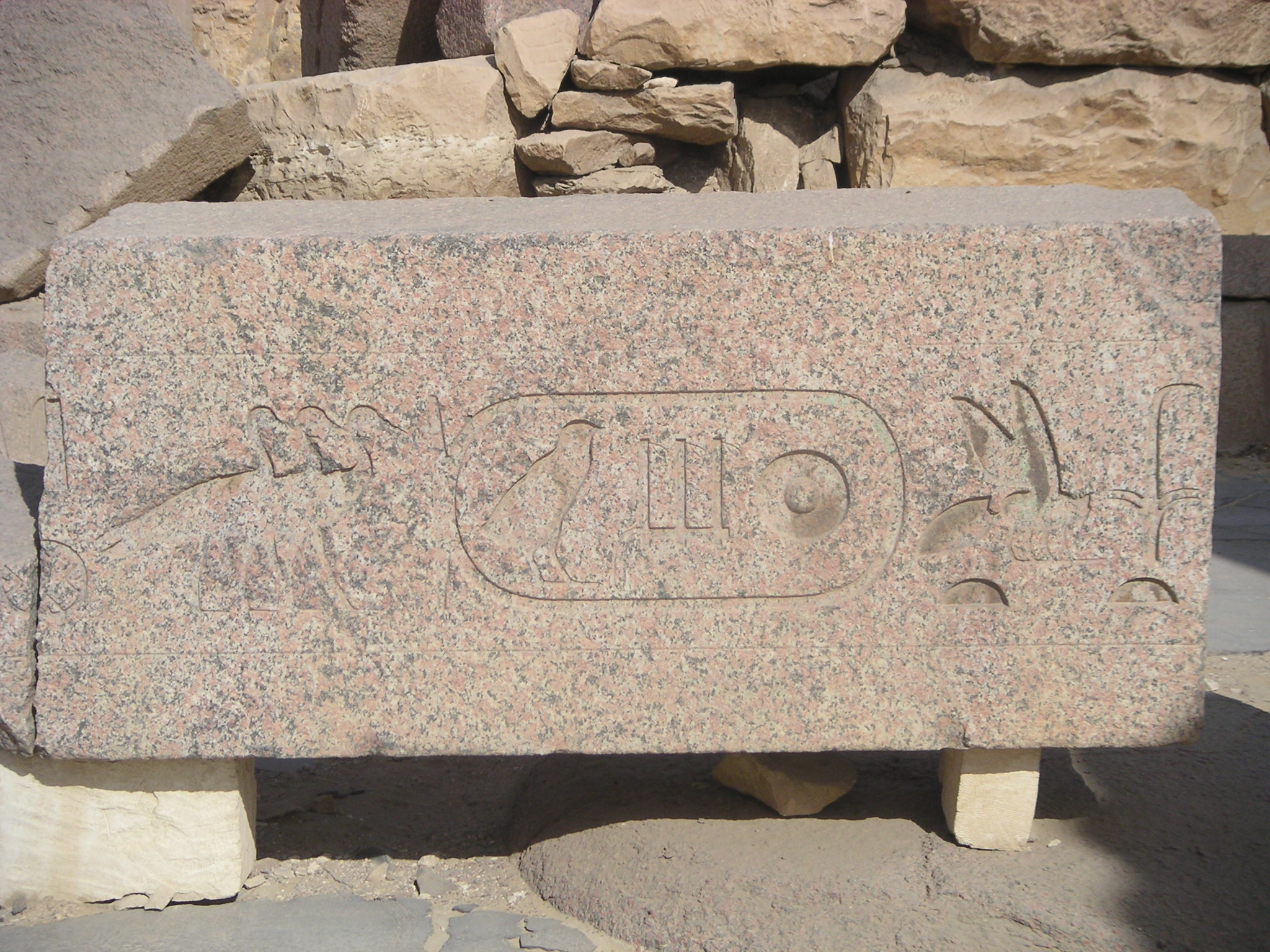
Cartiglio con il nome di Sahura, da Abusir

Figlio di Userkaf e della regina Khentaus il Papiro di Torino gli attribuisce un regno di 12 anni mentre secondo Manetone avrebbe regnato per 28 anni. La Pietra di Palermo riporta il suo settimo censimento del bestiame e quindi Sahura dovrebbe aver regnato, secondo questo sistema di computo, almeno 14 anni.
Questo sovrano iniziò la costruzione di una nuova necropoli ad Abusir, pochi chilometri a nord di Saqqara.
Anche sugli avvenimenti del suo regno, come per altri sovrani, si hanno poche notizie: la Pietra di Palermo riporta di missioni commerciali nella Terra del Turchese (probabilmente le cave dello Uadi Maghara nella penisola del Sinai) ed a Punt.

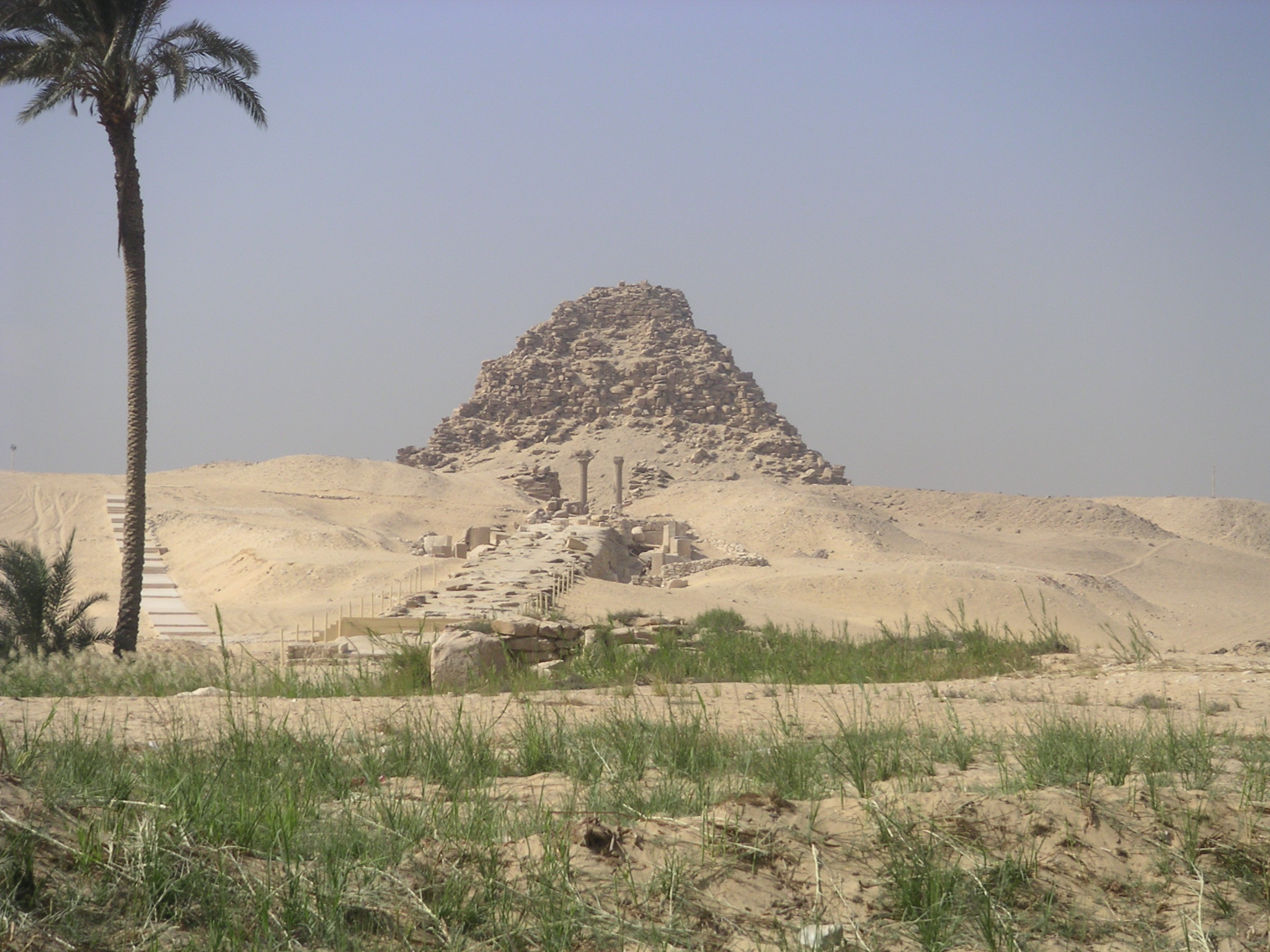
Piramide di Nebkhau ad Abusir

Un graffito in ricordo di una spedizione per pacificare i nomadi locali si trova appunto presso lo uadi Maghara, nel Sinai; anche nelle cave di diorite presso Abu Simbel è stata trovata una stele che porta il nome di Nebkhau.
Anche Sahura, così come il suo predecessore, eresse un tempio solare, di cui non si sono trovate tracce, dal nome Possedimento di Ra

## Liste reali
| N5 | D61 | G43 |

| N5 | D61 | G43 |

| N5 | D61 | G43 |

| N5 | D61 | G43 |

| N5 | D61 | G43 |

| N5 | D61 | G43 |

| N5 | D61 | G43 |

| N5 | D61 | G43 |

| N5 | D61 | G43 |

| N5 | D61 | G43 |

| N5 | D61 | G43 |

| N5 | D61 | G43 |

| N5 | D61 | G43 |

| N5 | D61 | G43 |

| N5 | D61 | G43 |

| N5 | D61 | G43 |

| HASH |

| HASH |

| HASH |

| HASH |

| HASH |

| HASH |

| HASH |

| HASH |

| N5 | D61 | w |

| N5 | D61 | w |

| N5 | D61 | w |

| N5 | D61 | w |

| N5 | D61 | w |

| N5 | D61 | w |

| N5 | D61 | w |

| N5 | D61 | w |

## Titolatura
| G5 |

| G5 |

| V30 · N28 | G43 |

| V30 · N28 | G43 |

| V30 · N28 | G43 |

| V30 · N28 | G43 |

| V30 · N28 | G43 |

| V30 · N28 | G43 |

| V30 · N28 | G43 |

| V30 · N28 | G43 |

| G16 |

| G16 |

| V30 · N28 | G43 |

| V30 · N28 | G43 |

| G8 |

| G8 |

| G7 · G7 · S12 |

| G7 · G7 · S12 |

| M23 · X1 | L2 · X1 |

| M23 · X1 | L2 · X1 |

| N5 | D61 | G43 |

| N5 | D61 | G43 |

| N5 | D61 | G43 |

| N5 | D61 | G43 |

| N5 | D61 | G43 |

| N5 | D61 | G43 |

| N5 | D61 | G43 |

| N5 | D61 | G43 |

| G39 | N5 |

| G39 | N5 |

| sconosciuto |

| sconosciuto |

| sconosciuto |

| sconosciuto |

| sconosciuto |

| sconosciuto |

| sconosciuto |

| sconosciuto |

## Altre datazioni
| Autore        | Anni di regno         |
| ------------- | --------------------- |
| von Beckerath | 2479 a.C. - 2471 a.C. |
| Malek         | 2454 a.C. - 2447 a.C. |